# 恩根內站
恩根內站（日语：／ Onnenai eki */?）是北海道旅客鐵道（JR北海道）宗谷本線沿線的一個無人站，位於北海道中川郡美深町字恩根内，車站編碼為W57。電報略號為ネイ。現已廢除。
車站名稱來自阿伊努語的「onne-nay」，意思是年長的河川。

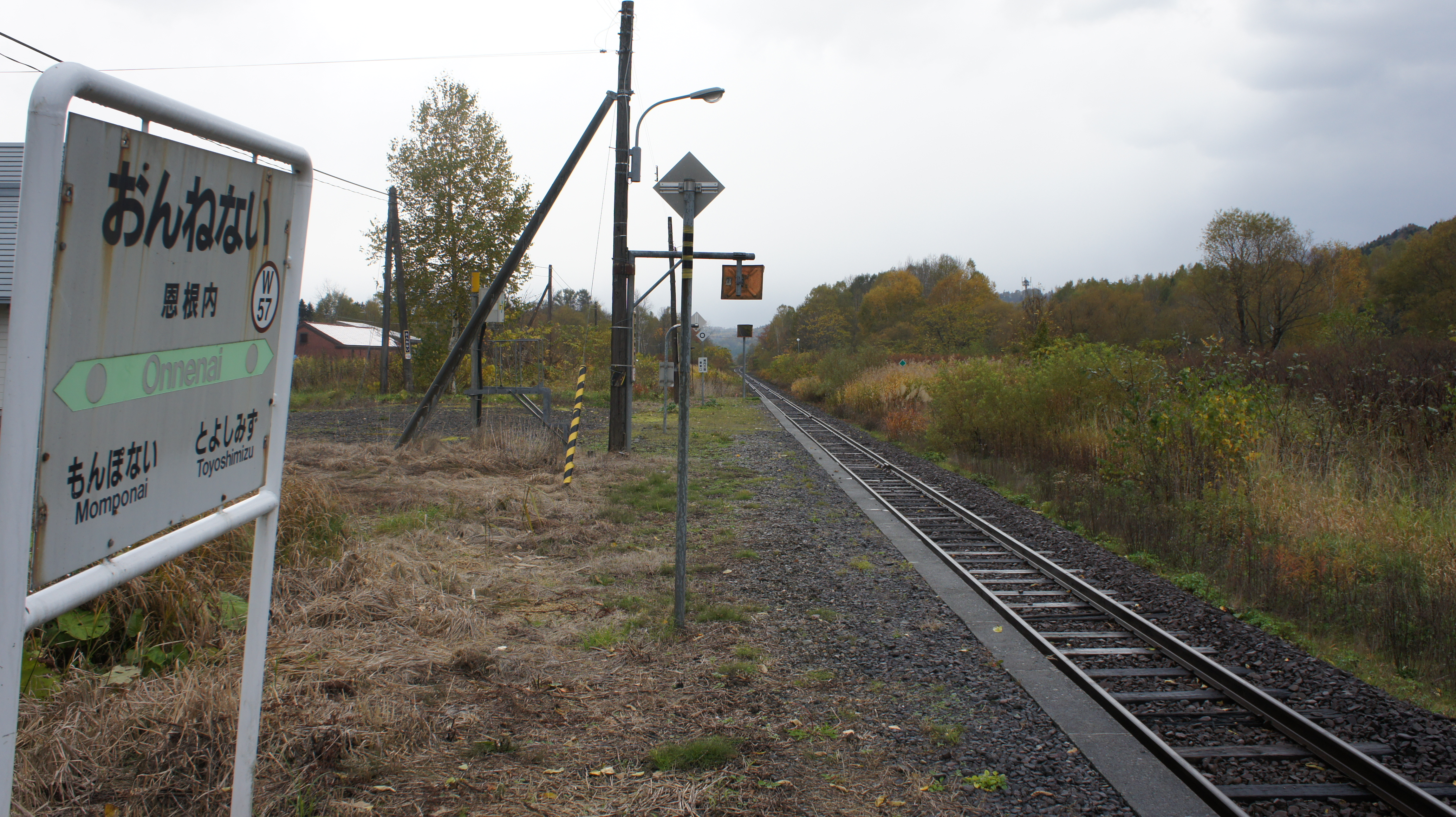
月台(2017年10月)

## 車站構造
本站為側式月台1面1線道車站。原本的站房是用由車長列車改選而成的建築，而現在則使用國鐵規模的木造車站。站內有男女共有的小型廁所。

## 車站周邊
- 恩根內市區

位於車站與天鹽川之間。而車站與國道之間是木工廠。附近主要是農家和奶農，消防分站，自動售賣機分別距離車站約300米及600米。
- 國道40號
- 美深町役場恩根内分所
- 美深警署（日语：美深警察署）恩根内分所
- 恩根内郵局
- 天鹽川
- 名士巴士（日语：名士バス）「恩根内」巴士站

## 歷史
- 1911年11月3日：以日本國有鐵道車站之姿啟用。一般車站。
- 1982年11月15日：廢止貨物裝卸。
- 1984年：

- 2月1日：取消行李處理。
- 11月10日：取消售票及檢票服務。只配置處理閉塞的車站職員。

- 1986年11月1日：成為無人站。
- 1987年4月1日：日本國鐵分割民營化，車站劃歸由JR北海道繼承。
- 1993年12月：車站改建，採用簡易式站房建築。
- 2024年3月16日：由於客量長期處於極低水平而廢站[2][3][4]。

## 相鄰車站
北海道旅客鐵道（JR北海道）
■宗谷本線
（※）初野（W55）－恩根內（W57）－（豐清水信號場）－（※）天鹽川温泉（W59）
（※）一部分列車通過天鹽川温泉站、初野站。

## 外部連結
- （日語）JR北海道 – 恩根內站 （页面存档备份，存于）
- （日語）全驛參觀之旅 （页面存档备份，存于）